# Andrea Bajani
Andrea Bajani (* 16. August 1975 in Rom, Italien) ist ein italienischer Schriftsteller und Journalist.

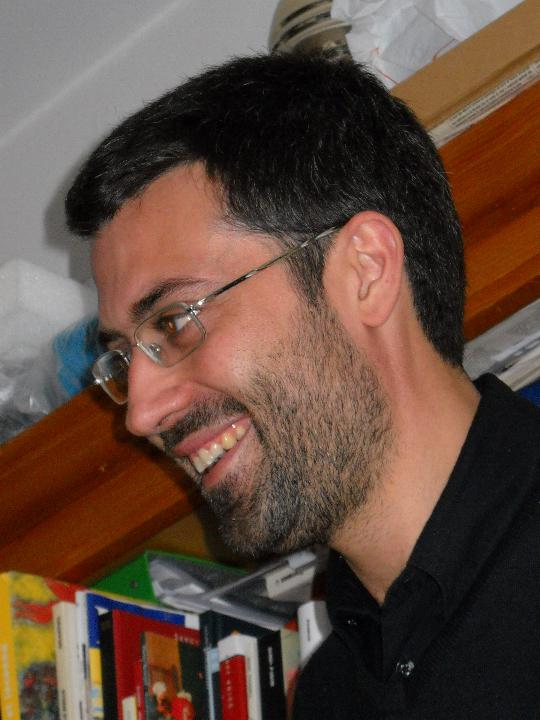
Andrea Bajani. 2009

## Leben
Bajani zog in früher Jugend mit seinen Eltern nach Cuneo im Piemont und später nach Turin, wo er mit kleineren Unterbrechungen aufgrund von Stipendiums- und Rechercheaufenthalten im Ausland bis 2013 lebte. 2013 ging er nach Berlin. Nach seinen ersten beiden Romanen hatte er im Jahre 2005 mit Cordiali saluti (dt. Mit herzlichen Grüßen) seinen ersten großen Erfolg. Danach konzentrierte er sich auf das Schreiben für Theater und Rundfunk. Als Journalist ist er seither für Tageszeitungen wie La Stampa, L’Unità und Il Sole 24 Ore tätig.
2006 folgte eine Reportage über das italienische Prekariat. Bajani verwandte als Titel einen alten Schlachtruf der italienischen Arbeiterschaft Mi spezzo ma non m'impiego (Ich zerbreche, aber ich beuge mich nicht!). Der Roman Se consideri le colpe (dt. Lorenzos Reise) aus dem Jahre 2007 wurde in Italien mehrfach ausgezeichnet. Nach Domani niente scuola (Morgen ist keine Schule) folgte 2010 Ogni promessa (dt. Liebe und andere Versprechen), der 2011 ebenfalls preisgekrönt wurde.
2013 erschien sein Buch Mi riconosci (dt. Erkennst du mich), in dem er in 22 Episoden auf seine langjährige Freundschaft mit dem Schriftsteller Antonio Tabucchi zurückblickt und sich mit dessen Sterben und dem Tod allgemein auseinandersetzt.
Seit 2018 arbeitete er zudem als Verlagslektor beim Turiner Verlag Bollati Boringhieri. Zudem ist er in den letzten Jahren tätig als Hochschuldozent für Kreatives Schreiben, zuletzt 2025 an der Rice University in Houston, Texas, wo er Stand 2025 lebt und arbeitet.

## Preise
- 2008: Premio Mondello für Se consideri le colpe (Lorenzos Reise)
- 2008: Premio Recanati für Se consideri le colpe (Lorenzos Reise)
- 2008: Premio Brancati für Se consideri le colpe (Lorenzos Reise)
- 2011: Premio Bagutta für Erzählkunst für Ogni Promessa (Liebe und andere Versprechen)
- 2025: Premio Strega für den Roman L’anniversario (Der Jahrestag)[3]

## Werke
- Morto un papa. (Ein Papst ist tot), Portofranco editori, Fossa 2002.
- Qui non ci sono perdenti. (Hier gibt es keine Verlierer), PeQuod 2003.
- Cordiali saluti. Einaudi, Turin 2005, ISBN 88-06-17297-2.
  - deutsch: Mit herzlichen Grüßen. Übersetzung von Pieke Biermann. dtv premium, München 2010, ISBN 978-3-423-24793-1.[4]
- Mi spezzo ma non m'impiego. Einaudi, Turin 2006.
- Se consideri le colpe. Einaudi, Turin 2007, ISBN 978-88-06-19657-8.
  - deutsch: Lorenzos Reise. Übs.von Pieke Biermann. dtv premium, München 2011, ISBN 978-3-423-24866-2.
- Domani niente scuola. Einaudi, Turin 2008.
- La filia di Isaaco. 2009.
- Ogni promessa. Einaudi, Turin 2010, ISBN 978-88-06-20020-6.
  - deutsch: Liebe und andere Versprechen. Übs. von Pieke Biermann. dtv premium, München 2012, ISBN 978-3-423-24918-8.
- Presente. (gemeinsam mit Michela Murgia, Paolo Nori und Giorgio Vasta) Einaudi, Turin 2012, ISBN 978-88-06-20945-2.
- La mosca e il funerale. Nottetempo, 2012, ISBN 978-88-7452-354-2.
- Mi riconosci. Feltrinelli, Mailand 2013, ISBN 978-88-07-01943-2.
  - deutsch: Erkennst du mich Übs. von Pieke Biermann. dtv, München 2014, ISBN 978-3-423-14308-0.
- La vita non è in ordine alfabetico. Einaudi, Turin 2014, ISBN 978-88-06-21321-3 (2015: ISBN 978-88-06-22617-6): ein Zyklus von 38 Kurzgeschichten.[5]
  - deutsch: Das Leben hält sich nicht ans Alphabet Übs. von Pieke Biermann. dtv, München 2016, ISBN 978-3-423-28096-9.
- Un bene al mondo. Einaudi, Turin 2016, ISBN 978-88-06-21315-2.

- L'anniversario, Feltrinelli, Milano 2025, ISBN 978-88-07-03642-2.

Übersetzungen
- Laurent Graeve: Sono un assassino. (Original: Je suis un assassin, 2002, Éditions du Rocher, Paris 2002), Index Libri, 2003, ISBN 88-461-0048-4.
- Wole Soyinka: Clima di paura (Climate of Fear). Codize edizioni, 2005, ISBN 88-7578-017-X.